# مجلة المساواة
مجلة المساواة Die Gleichheit هي مجلة نسائية اجتماعية تابعة للحزب الديمقراطي الاجتماعي الألماني تصدر كل شهرين من قِبَل الحركة النسائية البروليتارية في ألمانيا (ألمانيا) في الفترة من 1892 إلى 1923. كانت المجلة لسنوات عديدة المجلة الرسمية للحركة الاشتراكية النسائية الدولية.

## تأسيس المجلة
ظهرت مجلة المساواة Die Gleichheit في أوائل عام 1890 تجت اسم مجلة الإناث العاملات كمجلة نسائية خليفة لمجلة الحياة اليومية قصيرة الأجل التي أسسها جيرترود غيوم-شاك وتم حظرها في يونيو 1886. نُشرت مجلة الإناث العاملات Die Arbeiterin من قبل الاشتراكية الديموقراطية إيما إهرر في فلتن لأكثر من عام من عام 1890-1891 دون نجاح يُذكر. وفي يناير 1892 ترأستكلارا زتكن مجلس تحرير المجلة (1857-1933) مُتبعةً ديتز-فيرلاغ المنتمي إلى الحزب الديمقراطي الاجتماعي عندما اتُهمت المجلة بالفساد المالي. أعادت زتكن تسمية المجلة باسم مجلة المساواة Die Gleichheit عندما تولت منصبها.

## تاريخ المجلة
حررت زتكن المجلة حتى عام 1917. أُفيد في المؤتمر الدولي الأول للنساء الاشتراكيات في شتوتغارت عام 1907 أن المجلة وزعت ما يقرب من 70,000 نسخة. تم انتخاب هيئة تحرير مجلة المساواة Die Gleichheit كجهاز مركزي للحركة الدولية للنساء الاشتراكيات حتى المؤتمر الدولي القادم. وبحلول عام 1910، بلغ توزيع "مجلة المساواة Die Gleichheit"، المجلة الرئيسية للجهاز الاشتراكي المركزي للنساء العاملات، حوالي 80,000 نسخة. اعتُرف بالمجلة مرةً أخرى في المؤتمر الدولي الثاني للمرأة في كوبنهاغن في عام 1910 باعتبارها الجهاز الرسمي للحركة الاشتراكية النسائية الدولية.
ترأست كلارا بوهم-شوش مجلس تحرير المجلة من 1919 إلى 1922، ثم توقفت الصحيفة عن النشر في عام 1923.